# ۱۱۷۸ (قمری)
۱۱۷۸ (قمری)، هزار و صد و هفتاد و هشتمین سال در گاهشماری هجری قمری است. اول محرم این سال برابر با اول ژوئیه سال ۱۷۶۴ میلادی است.